# Chlamydogobius
A Chlamydogobius a csontos halak (Osteichthyes) főosztályának a sugarasúszójú halak (Actinopterygii) osztályába, ezen belül a sügéralakúak (Perciformes) rendjébe, a gébfélék (Gobiidae) családjába és a Gobionellinae alcsaládjába tartozó nem.

## Élőhelyük
A Chlamydogobius nemhez tartozó halfajok Közép-Ausztrália sivatagos vidékein élnek. Itt a sivatagi környezetet helyenként artézi források teszik élhetővé. Az Eyre-tó gyűjtőterületén artézi források által táplált vizekben honos. A sivatagi területen a nappalok igen forróak, amelyek erősen felmelegítik a vizeket, és a párolgás miatt a sókoncentrátum jelentősen megnő. A folyamatos napsütésnek kitett vízfelületek erősen algásodnak. Éjszaka a sivatagban erősen lehűl a hőmérséklet és az itt lévő vizek is lehűlnek. A sivatagi gébek kitűnően alkalmazkodtak ezekhez a feltételekhez, igazi túlélő bajnokok. Kitűnően viselik a víz paramétereinek így a – só, hőmérséklet(5-41 fok), oldott oxigén – változásait. Igazi túlélőként speciális technikákat fejlesztettek ki. Ha túl kevés az oxigén az algaszőnyeg felett úszva, az algák által kibocsátott oxigéndús vízben próbálnak ’levegőt’ venni. Nappal a forróságban kövek alá bújnak, de szükség esetén a homokos aljzatba ássák be magukat.

## Szaporodásuk
Szaporodásuk a többi gébféléhez hasonlatos, a hím megtisztít egy sziklarepedést majd revírt tart a nősténynek és bekergeti a sziklahasadékba ahol az lerakja 50-250 ikráit ezek általában 15-17 nap múlva kelnek ki, a hím agresszívan őrzi őket.

## Táplálkozásuk
Főleg növényi anyagokkal táplálkozik, de megeszi az alsóbbrendű rákokat, kishalakat, férgeket is egyszóval mindenevő.

## Rendszerezés
A nembe az alábbi 6 faj tartozik:
- ausztrál sivatagi géb (Chlamydogobius eremius) (Zietz, 1896)
- Chlamydogobius gloveri Larson, 1995
- Chlamydogobius japalpa Larson, 1995
- Chlamydogobius micropterus Larson, 1995
- Chlamydogobius ranunculus Larson, 1995
- Chlamydogobius squamigenus Larson, 1995